# Carles II d'Àustria Interior
Carles d'Habsburg conegut amb els numerals Carles II d'Estíria, Carles II d'Àustria Interior —Karl II Franz von Innerösterreich(alemany)— (Viena, 3 de juny de 1540 - Graz el 10 de juliol de 1590) Com tots els prínceps d'Àustria tenia el títol d'arxiduc, i era duc d'Estíria, de Caríntia i de Carniola i comte de Gorizia (que formaven l'anomenada Àustria Interior). Era el tercer fill de l'emperador Ferran I del Sacre Imperi Romanogermànic (1503-1564) i d'Anna d'Hongria (1503-1547) filla de Vladislau II de Bohèmia i Hongria i de la seva esposa Anna de Foix-Candale.
El 1559 i de nou el 1564-1568 hi va haver negociacions per a un matrimoni entre Carles i la reina Isabel I d'Anglaterra. L'emperador Ferran I esperava que Isabel signaria un contracte de matrimoni proposat per Carles, pel qual ell com el seu vidu, seria el successor en cas de morir la reina sense fills. Les negociacions es van prolongar fins que la reina Isabel va decidir que es casaria amb l'arxiduc; la religió era el principal obstacle pel matrimoni, a part del caràcter de la reina. El 1563, Carles fou també pretendent de Maria I d'Escòcia, amb el cardenal Carles de Lorena, aconsellant a la seva neboda a fer-ho per tal d'obtenir assistència en el govern d'Escòcia. Maria, però, no va estar d'acord, igual que el germà gran de Carles, Maximilià II
A la mort del seu pare, el juliol de 1564, el va succeir en l'Àustria Interior (Caríntia, Carniola i Estíria) i el Tirol mentre el seu germà gran Maximilià rebia la dignitat imperial i en els regnes d'Hongria, Croàcia i Bohèmia i l'Alta i Baixa Àustria (Àustria pròpia) i l'arxiduc Ferran II d'Àustria l'Àustria Anterior. A diferència del seu germà gran, l'emperador Maximilià, Carles va ser un catòlic convençut i va promoure la contrareforma. Amb tot, era tolerant amb el protestantisme, com ho demostra que el 1572, en la pau religiosa de Graz va permetre la llibertat de culte a Estíria, Caríntia i Carniola i al Libellum de Bruck va ampliar la tolerància.
En ser nomenat emperador el seu nebot Rodolf II, temps després fou víctima d'un desequilibri mental i es va tancar al castell de Praga. Va cedir la direcció política al seu germà, l'arxiduc Ernest, i el comandament militar a Carles II. Al capdavant de la defensa dels dominis hereditaris dels Habsburg contra l'Imperi Otomà va demostrar ser un eficient comandant. Va fer construir la fortalesa de Karlovac a Croàcia, com a línia de defensa contra els turcs.
A mesura que la línia d'Àustria Interior va haver de suportar la càrrega principal de les guerres contra els turcs, la fortalesa de Karlstadt/Karlovac a Croàcia va ser fundada el 1579 i va agafar el seu nom de Carles II.
Carles II també va ser un gran benefactor de l'art i de la ciència; va ser protector de molts artistes (en particular, el compositor Orlando di Lasso i el teòric de la música Ludovico Zacconi) i va fundar la Universitat de Graz (1585) que es diu Karl-Franzens-Universität pel seu nom.
Va morir a Graz en 1590. El seu mausoleu a Seckau, en la qual altres membres de la família dels Habsburg també estan enterrats, és un dels edificis més importants del barroc primerenc als Alps del sud-est. Va ser construït a partir de 1587 en endavant per Alessandro de Verda i completat per Sebastiano Carlone de 1612.

## Matrimoni i fills
El 26 d'agost de 1571 es va casar a Viena amb la seva neboda Maria Anna de Baviera (1551-1608), filla del duc Albert V de Baviera (1528-1579) i d'Anna d'Àustria (1528 - 1590), germana de Carles II. El matrimoni va tenir quinze fills:
- Ferran, nascut i mort el (1572).
- Anna, (1573-1598), casada amb el rei de Polònia Segimon III Vasa, (1566-1632).
- Maria Cristina (1574-1621), casada amb el comte Segimon Bathory (1572-1613).
- Caterina (1576-1595).
- Elisabet d'Habsburg (1577-1586).
- Ferran III d'Àustria i II emperador (1578-1637), casat primer amb Maria Anna de Baviera (1574-1616) i després amb Elionor Gonzaga (1598-1655).
- Carles (1579-1580).
- Gregòria (1581-1597).
- Elionor (1582-1620).
- Maximilià (1583-1616).
- Margarida (1584-1611). casada amb el rei Felip III de Castella, (1578-1621).
- Leopold (1586-1632), casat amb Clàudia de Mèdici (1604-1648).
- Constança (1588-1631), casada amb el rei de Polònia Segimon III Vasa, (1566-1632).
- Maria Magdalena (1589-1631), casada amb Cosme II de Mèdici, (1590-1621.
- Carles (1590-1624). bisbe de Breslau